# Xenyllogastrura octoculata
Xenyllogastrura octoculata is een springstaartensoort uit de familie van de Hypogastruridae. De wetenschappelijke naam van de soort is voor het eerst geldig gepubliceerd in 1955 door Steiner.